# Flaga Lidy
Flaga Lidy (biał. Сцяг Ліды) − jeden z symboli Lidy obok herbu, obowiązująca od 9 września 2009.

## Historia
Herb Lidy przywrócony został po wielu latach 30 maja 2002. Na jego podstawie postanowiono opracować wzór nowej flagi miasta. Istniały dwie propozycje: opracowana na podstawie herbu oraz ta, w której na czerwonym tle umieszczono białe Słupy Giedymina (nawiązanie do chorągwi Lidy w bitwie pod Grunwaldem). Ostatecznie 19 kwietnia 2007 uchwałą nr 29 rada miasta zatwierdziła projekt flagi, nawiązujący do herbu miasta. Jednak na jego zatwierdzenie trzeba było czekać ponad dwa lata, do 9 września 2009, kiedy została zatwierdzona dekretem nr 450 prezydenta Białorusi Alaksandra Łukaszenki w sprawie „przyjęcia oficjalnych symboli heraldycznych dla jednostek administracyjnych i terytorialnych obwodu grodzieńskiego” wraz z flagami: Słonima, rejonu słonimskiego i oraz symbolami wsi Cyryn.

## Wygląd i symbolika
Flaga miasta to prostokątny płat tkaniny o proporcjach 1:2, podzielony na dwa równe poziome pasy: czerwony i błękitny. W jego centralnej części umieszczono herb miasta.